# 은방울꽃
은방울꽃(lily of the valley)은 비짜루과(아스파라거스과)의 여러해살이풀로 학명은 Convallaria majalis이다.우리나라가 원산지 중 하나인 여러해살이풀이다. 일본, 중국, 동시베리아 등에도 분포한다. 전국적으로 볼 수 있으며 산지의 숲속에서 자란다.

## 특징
긴 뿌리줄기가 가로로 뻗는다. 잎은 2-3개로 타원형 또는 긴 타원형을 하고 있다. 꽃은 흰색으로, 5월경이 되면 꽃줄기 끝에 밑으로 늘어져 피는데 향기가 좋다. 꽃덮이는 빨간색으로, 아랫부분은 종 모양을 하고 있으며 윗부분은 6갈래로 나뉘어 있다.
향기와 외관이 무척이나 아름답지만, '독초' 로써 꽃과 뿌리, 줄기, 잎, 열매에 맹독이 있다.

## 속명
속명인 Convallaria는 convallis(골짜기)와 leirion(백합)의 라틴어 합성어로 산골짜기의 백합이라는 뜻을 지니고 있다. 성모 마리아의 꽃이라고 알려져 있으며, 청아함의 상징을 가지고 있다. 꽃 모양이 은방울을 닮아서 은방울꽃이라는 이름을 얻었으며, '향수화'로도 불린다.

## 이용
관상용, 분화용으로 인기가 좋다. 특히 향긋한 향기가 매력적이나 멀리 퍼지지는 않는다. 한방에서는 영란, 초옥란, 초옥령이라 하는데 뿌리를 비롯한 전초가 강심, 이뇨의 약효가 있다고 한다. 심장병에 유효한 성분이 있지만 꽃대와 열매는 독성이 강하다.

## 재배 및 관리
배수가 잘 되고 부식질이 풍부한 사질양토에서 잘 자란다. 낙엽수림의 가장자리에 주로 모여피는 것으로 보아 볕이 잘 드는 반그늘에서 키우는 것이 좋다. 나무 밑에 심을 수 없는 경우에는 건물에 붙은 동향 화단에 심는 것이 좋다. 노지에서 월동이 가능하며, 그늘에서 잘 견디고, 습한 것을 좋아하나 건조에도 강하다.

## 아종
- Convallaria majalis var. keiskei - 원산지, 중국과 일본
- Convallaria majalis var. majalis - 원산지, 유라시아
- Convallaria majalis var. montana - 원산지, 미국